# Jacques Loussier Trio
Jacques Loussier Trio, également appelé Trio Play Bach, est un groupe de jazz français créé en 1959 par Jacques Loussier (1934-2019), dont l'ambition est de reprendre le répertoire de Jean-Sébastien Bach sous une forme swing.
Dans les années 1990, le groupe élargit son concept à l’œuvre de Vivaldi et à la musique française du début du XXe siècle, dont les  Gymnopédies d'Erik Satie, le Boléro de Maurice Ravel et en 2000, l’œuvre de Debussy.

## Historique

### Première période
Le trio est formé en 1959 par le pianiste Jacques Loussier, le bassiste Pierre Michelot et le percussionniste Christian Garros, dont le projet initial est d’adapter la musique de Jean-Sébastien Bach en jazz. Souvent surnommé  « le trio Play Bach », du titre de ses premiers albums, le groupe élargit son concept dans les années 1990 à l’œuvre de Vivaldi et à la musique française du début du XXe siècle.
L'année de leur formation, le groupe sort son premier album, Play Bach, premier du nom, un « album teintant de jazz les airs les plus connus de Jean-Sébastien Bach ». Le concept fera scandale, comme ce fut le cas pour les Swingle Singers, mais gagnera rapidement un succès public phénoménal,,.
Selon Radio France, « lorsque Jacques présenta sa version de Play Bach en 1959, personne, pas même son producteur chez Decca, ne pouvait imaginer qu’un million de copies de ses cinq premiers albums seraient vendus dès 1965. À Paris, Londres, Tokyo, Sydney, ou New York, Jacques Loussier symbolisera l’unification harmonieuse de la musique classique et du jazz. Considéré comme un pionnier voire comme l’inventeur du cross over, Glenn Gould en personne reconnaîtra le bon goût de Loussier et admettra que « Play Bach est une bonne façon de jouer Bach. » Cette même année encore, la sortie de ce premier opus sera suivie d'un live aux Champs-Élysées.
Après la sortie de Play Bach no. 1, quatre autres volets suivront entre 1960 et 1965. À la sortie de Play Bach no. 5, des millions d'exemplaires de la série ont déjà été vendus. Le groupe connaît un immense succès commercial, mais est moins apprécié des critiques et des puristes du jazz de l'époque. Dans les années 1960-1970, ils donneront plus de 3 000 concerts dans plus de 80 pays,.
En 1980, Loussier disperse le Jacques Loussier Trio et se retire au château de Miraval où il a créé en 1977 un studio d’enregistrement de classe internationale, le studio Miraval, dans lequel enregistreront notamment Pink Floyd, The Cure, AC/DC, Sade, Courtney Love, The Cranberries, Téléphone, UB40, Level 42, Indochine, Sting, Chris Rea et Judas Priest. Il s'y consacre durant quelques années à la recherche musicale , composant notamment les Suites pour piano et synthétiseurs avec Luc Heller à la percussion, ainsi que les albums Pulsion, Pulsion sous la mer et Pagan Moon.

### Deuxième période

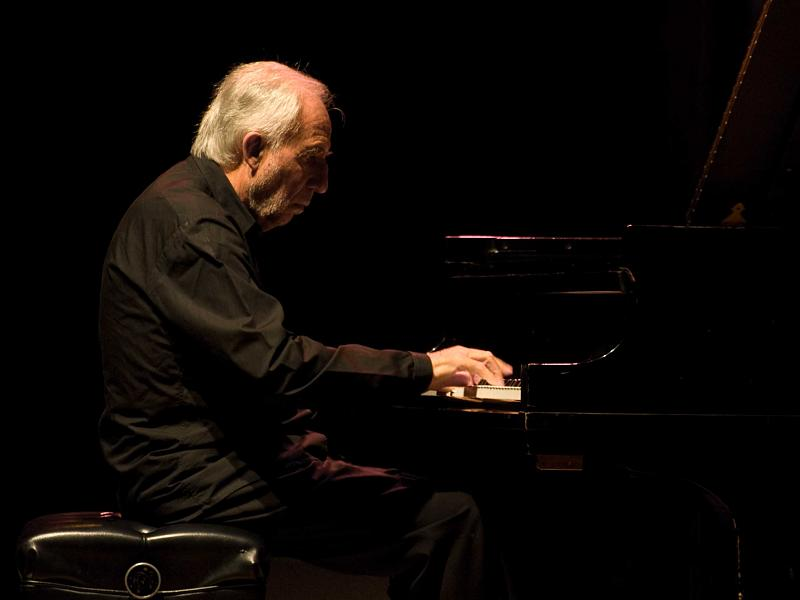
Jacques Loussier en 2008.

En 1985, pour le tricentenaire de la naissance de Bach, Jacques Loussier est sollicité dans le monde entier et reforme le Jacques Loussier Trio avec le percussionniste André Arpino et le contrebassiste Vincent Charbonnier (ce dernier, dont la main gauche sera touchée par un accident vasculaire cérébral, est remplacé en 1998 par Benoît Dunoyer de Segonzac). Dans les années 1990, après le succès rencontré par son adaptation des Quatre Saisons de Vivaldi, le trio s’attaque à la musique française du début du XXe siècle, dont les  Gymnopédies d'Erik Satie, le Boléro de Maurice Ravel et en 2000, l’œuvre de Debussy.
En 2001, retour à Bach avec Les Variations Goldberg ainsi qu’un CD, Baroque Favorites, composé de grands thèmes de Domenico Scarlatti, Haendel, Albinoni, Alessandro Marcello et Marin Marais, pour poursuivre ensuite l’exploration de l'œuvre des classiques en adaptant Beethoven, Chopin et Mozart.
Jacques Loussier décède le 5 mars 2019 à Blois et 7 millions de disques se seront écoulés depuis la naissance du groupe,.

## Membres

### Première formation (1959—1980)
- Jacques Loussier — piano
- Christian Garros — batterie
- Pierre Michelot — contrebasse

### Deuxième formation (1985-1997)
- Jacques Loussier — piano
- André Arpino — batterie
- Vincent Charbonnier — contrebasse

### Troisième formation (1998—2019)
- Jacques Loussier — piano
- André Arpino — batterie
- Benoit Dunoyer de Segonzac — contrebasse

## Discographie sélective
- 1959 : Play Bach no. 1
- 1960 : Play Bach no. 2
- 1961 : Play Bach no. 3
- 1963 : Play Bach no. 4
- 1965 : Play Bach no. 5 (réédité en 2003)
- 1997 : The Four Seasons (Vivaldi)
- 1998 : Satie: Gymnopédie - Gnossiennes
- 1999 : Bach's Goldberg Variations
- 1999 : Ravel's Bolero
- 1999 : The Bach Book - 40th Anniversary Album
- 2000 : Take Bach
- 2001 : Baroque Favorites
- 2002 : Handel: Water Music and Royal Fireworks

## Vidéographie sélective
- [vidéo] « « Play Bach » (Toccata et fugue) par Jacques Loussier (1959) », sur YouTube : la première formation, avec Christian Garros à la batterie et Pierre Michelot à la contrebasse.
- [vidéo] « Jacques Loussier Trio - "Play Bach" (1989) », sur YouTube : la deuxième formation, avec André Arpino à la batterie et Vincent Charbonnier à la contrebasse
- [vidéo] « Bach Swinging, Jacques Loussier & Bobby McFerrin », sur YouTube : la troisième formation, avec André Arpino à la batterie et Benoit Dunoyer de Segonzac à la contrebasse. En invité, Bobby McFerrin.
- Chaîne YouTube